# Territoires polonais annexés par l'Union soviétique
 (novembre 2019).

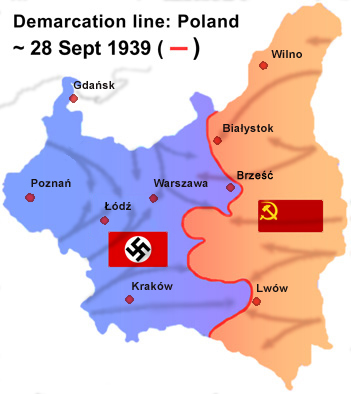
Frontières temporaires créées par l'avancée des troupes allemandes et soviétiques. La frontière fut d’abord ajustée selon les termes du Pacte germano-soviétique conclu en préalable à l'invasion conjointe.

Selon l'arrangement qui venait d’être conclu entre Hitler et Staline à la fin août 1939, vers le 15 septembre 1939 soit quelques jours après le début de l'attaque allemande sur la Pologne, qui marqua le début de la Seconde Guerre mondiale, l'Union soviétique, alors alliée de l’Allemagne nazie et profitant de la débandade des forces polonaises, prit à revers ces dernières et pénétra également en Pologne dans le but de prendre possession de ses régions orientales. Ces régions étaient dénommées « Kresy » (les « Confins ») par les Polonais. L'Union soviétique annexa ainsi des territoires d’une superficie de 201 015 km2, soit plus de la moitié du territoire polonais d’avant-guerre : ils abritaient une population de 13,3 millions d’habitants dont des Biélorusses, des Ukrainiens, des Polonais, des Juifs, des Tchèques et d’autres nationalités.
La plus grande partie de ces territoires resta incluse dans l'Union soviétique en 1945, à l'exception de la région de Białystok « restituée » à la Pologne, ce qui faisait partie des réarrangements territoriaux à l'échelle européenne à la fin de la Seconde Guerre mondiale. En compensation de cette perte territoriale, la Pologne reçut les territoires orientaux allemands d'avant-guerre dont la plupart avaient été dévastés, notamment pillés par l'Armée rouge. La Pologne communiste qualifia ceux-ci de « territoires reconquis ».
Le nombre de Polonais dans les Kresy orientaux était d'environ 5,3 millions en 1939, mais après le nettoyage ethnique en 1939-1945 (notamment lors de la Shoah) par l’Allemagne nazie, l'Union soviétique et les forces nationalistes ukrainiennes, il n'en restait plus qu’environ 1,8 million. Le territoire de la Pologne post-Seconde Guerre mondiale était significativement plus petit que celui d’avant 1939, ayant diminué de quelque 77 000 km2, ce qui équivaut à peu près à la surface d’ensemble de la Belgique et des Pays-Bas.

## Pacte Molotov-Ribbentrop

Divisions prévues et réelles de l'Europe, selon le pacte Molotov-Ribbentrop, avec quelques ajustements ultérieurs.

Tôt dans la matinée du 24 août 1939, l'Union soviétique et l'Allemagne nazie signèrent un pacte de non-agression de 10 ans, appelé le pacte Molotov-Ribbentrop. Plus particulièrement, le pacte contenait un protocole secret, révélé seulement après la défaite de l'Allemagne en 1945, selon laquelle les états de l’Europe septentrionale et orientale étaient divisés en «sphères d'influence» allemande et soviétique. Au Nord, la Finlande, l'Estonie et la Lettonie furent affectées à la sphère soviétique. La Pologne devait être partagée en cas de « réarrangement politique », les régions à l'est des rivières Narew, Vistule et San allant à l'Union soviétique tandis que l'Allemagne occuperait l'ouest,. Initialement annexés par la Pologne dans une série de guerres entre 1918 et 1921 (principalement la guerre soviéto-polonaise), ces territoires abritaient un mélange de populations urbaines de nationalités différentes, les Polonais et les Ukrainiens étant les groupes ethniques les plus nombreux, avec d'importantes minorités de Biélorusses et de Juifs. Une grande partie de ces territoires ruraux avait sa propre importante majorité locale non-polonaise (Ukrainiens dans le sud et les Biélorusses dans le Nord).
La Lituanie, adjacente à la province de Prusse-Orientale, serait dans la sphère d'influence allemande, même si un deuxième protocole secret conclu en septembre 1939 attribua la majorité de la Lituanie à l'URSS. Selon le protocole secret, la Lituanie récupérerait sa capitale historique Vilnius, conquise pendant la période de l'entre-deux-guerres par la Pologne.

## Occupation soviétique de la Pologne de 1939 à 1941
La frontière soviéto-polonaise, à partir de 1939, avait été déterminée en 1921 durant les pourparlers de paix qui conduisirent au traité de Riga, à la fin de la guerre soviéto-polonaise. Selon les termes du pacte Molotov-Ribbentrop, deux semaines après l'invasion allemande de l'ouest de la Pologne, l'Union soviétique envahirait les parties de l'est de la Pologne qui lui étaient assignées par le pacte, et s’ensuivrait une coordination avec les forces allemandes en Pologne,. (voir la carte)
La « nécessité de protéger » les populations ukrainiennes et biélorusses majoritaires fut utilisée comme prétexte pour l'invasion soviétique de la Pologne orientale (y compris l’Ukraine occidentale et la Biélorussie) réalisée à la suite de l'invasion nazie avec Varsovie assiégée et le gouvernement polonais en train d'évacuer. La superficie totale, y compris la zone donnée en Lituanie, faisait 201 015 kilomètres carrés, avec une population de 13 299 000 personnes, dont 5 274 000 d’origine polonaise et 1 109 000 Juifs. Un total supplémentaire de 138 000 Polonais d’origine et de 198 000 Juifs, fuyant la zone occupée par l’Allemagne, devinrent des réfugiés dans la région occupée par l’Union soviétique.
Le 3 octobre 1939, Lavrenti Beria signe le décret 16/91-415 du Politburo autorisant le NKVD à échanger avec les Allemands, du 24 octobre au 23 novembre 1939, 46 000 prisonniers polonais contre 44 000 en sens inverse. Cet échange sera unique.
Les autorités soviétiques commencèrent immédiatement une campagne de soviétisation, des zones nouvellement acquises. Les Soviétiques organisèrent des élections de façade, dont le résultat allait servir de légitimation de l'annexion soviétique de la Pologne orientale. Les autorités soviétiques tentèrent d'effacer l'histoire et la culture polonaises, retirèrent de la circulation la monnaie polonaise, sans l’échanger contre des roubles, collectivisèrent l'agriculture, et nationalisèrent et redistribuèrent la propriété privée et celle appartenant à l'État polonais. Les autorités soviétiques considérèrent le service pour l'État polonais avant-guerre comme un «crime contre la révolution » et comme une «activité contre-révolutionnaire», et en conséquence commencèrent à arrêter un grand nombre de citoyens polonais. Initialement, lors de l'invasion soviétique de la Pologne, entre 230 000 et 450 000 Polonais furent faits prisonniers, certains furent exécutés. Les officiers du NKVD soumirent les prisonniers dans les camps à de longs interrogatoires afin de déterminer ceux qui seraient éliminés. Le 5 mars 1940, conformément à une note envoyée par Lavrenti Beria, les membres du Politburo soviétique (dont Staline) signèrent un ordre pour exécuter 25 700 prisonniers de guerre polonais, qualifiés de « nationalistes et de contre-révolutionnaires », alors internés dans les camps et les prisons dans l'ouest de l'Ukraine et de la Biélorussie occupées. Ceci devint connu comme le massacre de Katyń,,.
Les déportations commencent le 10 février 1940. Selon le sociologue Tadeusz Piotrowski, 1,45 million de personnes qui habitaient la région furent déportées par le régime soviétique au cours de la période 1939-1941, dont 63,1 % étaient des Polonais, et 7,4 % étaient des Juifs. Si auparavant, on croyait que près d’un million de citoyens polonais étaient morts aux mains des Soviétiques, des historiens polonais, se basant principalement sur des documents des archives soviétiques, ont estimé récemment que le nombre de morts s’élevait à environ 350 000 parmi les personnes déportées en 1939-1945. L'institut de la mémoire nationale polonais a quant à lui annoncé en août 2009 que ses recherches avaient abouti au chiffre de 320 000 déportés vers la Sibérie et a estimé que 150 000 citoyens polonais avaient perdu la vie du fait de l'occupation soviétique.
Les territoires autour de Wilno (aujourd'hui Vilnius) annexés par la Pologne en 1920, furent transférés à la Lituanie sur la base d'un accord soviéto-lituanien (mais la Lituanie allait alors bientôt être annexée par l'Union soviétique pour devenir la RSS de Lituanie). D'autres territoires au Nord furent rattachés au Voblast de Belastok, au Voblast de Hrodna, au Voblast de Navahrudak (bientôt renommé Voblast de Baranavitchy), au Voblast de Pinsk et Voblast de Vileyka (qui devint plus tard Maladzyechna) en Biélorussie. Les territoires au Sud furent transférés à la RSS d'Ukraine : Oblast de Drohobytch, Oblast de Lviv, Oblast de Rivne, Stanislawów (plus tard connu sous le nom d'Ivano-Frankivsk), Oblast de Ternopil et Oblast de Volhynie.

## Occupation allemande de 1941 à 1944

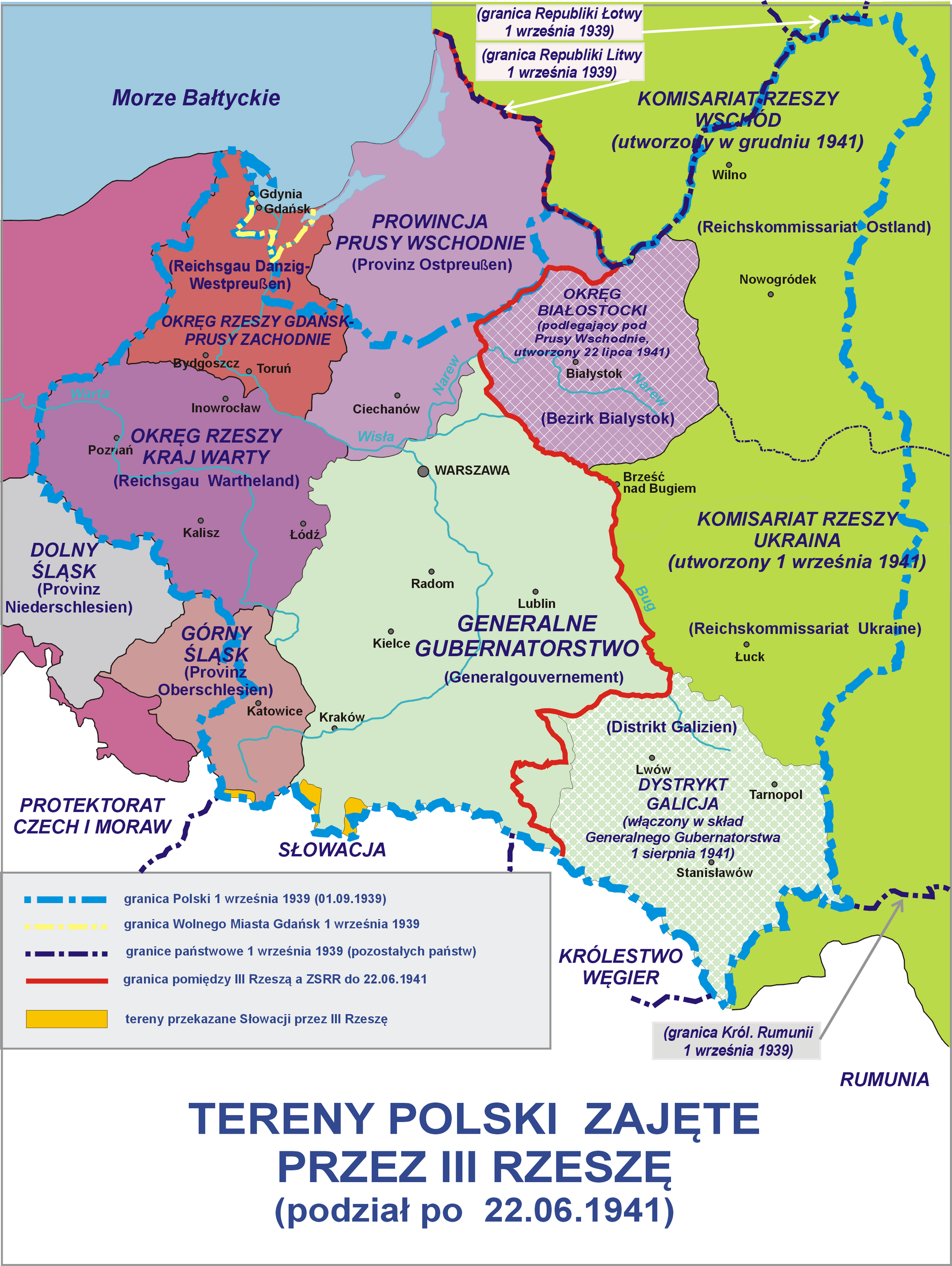
Régions de la Pologne d'avant guerre sous l'autorité du régime nazi d’occupation.

Ces zones furent conquises par l'Allemagne nazie en 1941 lors de l'opération Barbarossa. Les nazis les divisèrent comme suit :
- district de Bialystok, qui comprenait Bialystok, Bielsk Podlaski, Grajewo, Łomża, Sokółka, Vaukavysk, et les comtés de Hrodna et furent « rattachés à » (et non pas "intégrés dans") la Prusse orientale,
- Occupation de la Lituanie par l'Allemagne nazie - la province de Vilna fut incorporée à la Lituanie, elle-même incorporée dans le Reichskommissariat Ostland,
- Generalbezirk Weißruthenien - les parties polonaises de la Ruthénie blanche (la partie ouest du Belarus d'aujourd'hui) furent incorporées dans le Reichskommissariat Ostland,
- Generalbezirk Wolhynien und Podolien - les provinces polonaises de Volhynie et de Polésie, qui furent incorporées dans le Reichskommissariat Ukraine,
- le district de Galicie et la Galicie orientale, qui furent incorporés dans le Gouvernement général et devient le cinquième district.

Au cours de 1943-1944, des opérations de nettoyage ethnique eurent lieu en Ukraine (communément appelé les massacres des Polonais en Volhynie). Ils eurent pour conséquence la mort de près de 100 000 personnes et un exode des populations d'origine polonaise de ce territoire.
Les populations de langue juive et polonaise de ces régions étaient estimées à environ 6,7 millions en 1939. On estime que 2 millions de personnes avaient péri (dont 1,2 million de Juifs) pendant la guerre. Ces chiffres incluent les pertes de guerre polonaise. 2 millions de personnes (dont les 250 000 Juifs) devinrent des réfugiés en Pologne ou à l'Ouest, et 1,5 million se trouvaient dans les territoires rendus à la Pologne en 1945 et 1,2 million restèrent en URSS. Les historiens contemporains russes incluent les pertes de guerre polonaises et de Juifs de cette région dans le nombre de morts soviétiques dus à la guerre.

## Incorporation à l'URSS

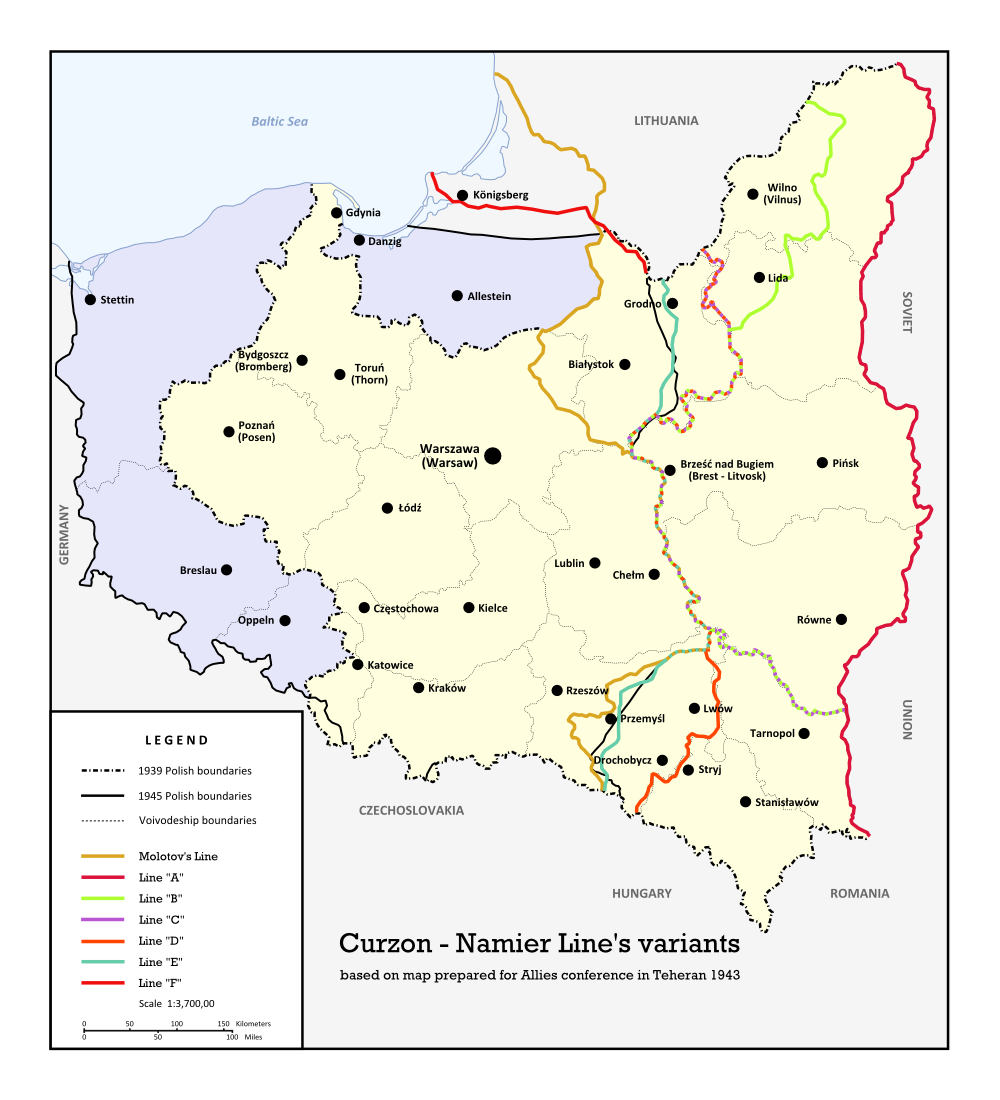
Les variantes de la ligne Curzon-Namier. Téhéran en 1943.

À la fin de la Seconde Guerre mondiale, l'Union soviétique annexa la plupart des territoires qu'elle avait occupés de l'automne 1939 au 22 juin 1941 et repris par le Troisième Reich de l'été 1941 au printemps 1944, à l'exception  de territoires à l'Est, d’une superficie de 21 275 kilomètres carrés peuplés de 1,5 million d'habitants, rendus à la Pologne, notamment les zones proches de Białystok et Przemysl.
Peu de temps après la ré-invasion de la Pologne en juillet 1944 par l’armée soviétique lancée à la poursuite de l'armée allemande, le premier ministre polonais à Londres s'envola pour Moscou avec Churchill dans une tentative pour empêcher l'annexion soviétique de la Pologne en conformité avec le pacte Molotov-Ribbentrop signé par l'Union soviétique. Il offrit une petite partie de son territoire, mais Staline refusa, lui disant qu'il permettrait au gouvernement en exil de participer au Comité polonais de libération nationale. Un accord entre les Alliés fut atteint à contrecœur lors de la conférence de Yalta où les Soviétiques annexeraient la totalité de la partie de la Pologne orientale que leur avait accordée le pacte Molotov-Ribbentrop, mais accorderait à la Pologne une partie de l'est de l'Allemagne en compensation. Par la suite, la Pologne orientale fut annexée et rattachée à la république socialiste soviétique d'Ukraine et à la république socialiste soviétique de Biélorussie.
Le 16 août 1945, le gouvernement polonais, contrôlé par les communistes, signa un traité avec l'URSS cédant officiellement ces territoires. La population totale des territoires annexés par l'URSS, sans inclure la partie restituée à la Pologne en 1945, était estimée à 10 653 000 personnes, selon le recensement polonais de 1931. En 1939, ce chiffre s’était accru à environ 11,6 millions. La répartition par groupe linguistique était la suivante : 37,1 % d’ukrainien, 36,5 % de polonais, 15,1 % de biélorusse, 8,3 % de yiddish et 3 % d’autres groupes linguistiques. La décomposition selon l'appartenance religieuse était quant à elle : 31,6 % d’orthodoxes, 30,1 % de catholiques, 26,7 % de l’Église gréco-catholique ukrainienne, 9,9 % de juifs et 1,7 % d’autres confessions.
De 1944 à 1952, l’Armée insurrectionnelle ukrainienne (AIU) fut engagée dans une lutte armée contre les communistes (au début des années 1940, l'AIU, soutenue par les paysans ukrainiens locaux, avait participé aux opérations de nettoyage ethnique). En conséquence des accrochages entre l'AIU et les unités soviétiques, les Soviétiques déportèrent 600 000 personnes en provenance de ces territoires et 170 000 furent tués dans les combats (voir l'opération Vistule).